# Conquête ottomane de la Morée
La conquête ottomane de la Morée intervient entre 1458 et 1460, à l'occasion de deux campagnes de l'Empire ottoman pour vaincre le despotat de Morée, l'un des derniers vestiges de l'Empire byzantin qui s'est éteint après la chute de Constantinople en 1453.
Le despotat de Morée a été fondé comme province autonome dirigée par un membre de la dynastie régnante des Paléologues. Au cours des deux derniers siècles de l'Empire byzantin, il est le siège d'une culture florissante avant de subir des attaques récurrentes des Ottomans à partir des années 1420. C'est notamment le général Turahan Beg qui l'assaille jusqu'à en faire une région vassale des Ottomans en 1446. À partir de 1449, le despotat est dirigé conjointement par Démétrios Paléologue et Thomas Paléologue dont la rivalité l'affaiblit, tandis qu'ils négligent leurs obligations tributaires envers le sultan. Finalement, Mehmed II décide de mettre un terme à cette situation, craignant que la région ne serve de tête de pont à une croisade chrétienne et il envahit la péninsule en mai 1458. Tandis qu'une partie de ses forces assiègent l'Acrocorinthe, le reste ravage la péninsule. Après la chute de l'Acrocorinthe, les frères Paléologues capitulent. La partie nord de la péninsule, autour de Patras, devient une province ottomane et seul le sud de la péninsule demeure sous l'autorité des Paléologues, autour de Mistra.
Dès que le sultan quitte la péninsule, les deux frères se querellent à nouveau. Démétrios opte pour une posture pro-ottomane tandis que Thomas recherche l'aide de la Chrétienté. Thomas se révolte en janvier 1459 et Démétrios demande le renfort des Ottomans présents au nord de la péninsule. Mehmed II tente de jouer les médiateurs mais la guerre civile éclate malgré tout. Grâce à des renforts italiens, Thomas prend le dessus et Démétrios se replie sur Monemvasie. Il appelle Mehmed II à l'aide tandis que le pape Pie II tente de rassembler les forces chrétiennes pour monter une croisade contre les Turcs à l'occasion du concile de Mantoue. En avril 1460, Mehmed II lance une deuxième invasion de la Morée. Il s'assure d'abord de la reddition de Démétrios et de ses territoires, dont Mistra, avant de se diriger contre les terres tenues par Thomas. Celui-ci préfère fuir à Corfou avec sa famille. C'est en juillet 1461 que le dernier réduit de la résistance moréote cède.

## Contexte

### La création du despotat de Morée et les premières menaces ottomanes

Carte de l'Empire byzantin et des principautés latines de la région vers la fin du XIII, faisant figurer la principauté byzantine du Péloponnèse, noyau du futur despotat de Morée.

Après la quatrième croisade et la partition de l'Empire byzantin en 1204, la Morée devient une province occupée par les Croisés, sous la forme de la principauté d'Achaïe. La république de Venise occupe aussi plusieurs ports stratégiques, dont Modon et Coron en Messénie, au sud-ouest de la péninsule,. À partir de 1262, les Byzantins reprennent pied dans la région et prennent Mistra, au détriment de la principauté d'Achaïe,. En 1349, la province devient alors un despotat, dirigé parun despote qui appartient à la famille régnante des Paléologues et qui dispose d'importantes prérogatives. Néanmoins, les conflits récurrents avec les Francs puis les raids des Turcs sur les côtes contribuent à affaiblir la province qui se dépeuple. Des Albanais sont installés dans la région pour compenser ce déclin,, tandis que les despotes sont confrontés à une aristocratie rebelle, qui n'apprécie guère que les postes les plus élevés soient régulièrement occupés par des nobles issus d'autres régions. Ils supportent aussi assez mal une fiscalité souvent lourde.
À partir de la fin du XIVe siècle, l'expansion rapide de l'Empire ottoman dans les Balkans constitue un nouveau défi pour le despotat de Morée. Dès 1387, le général Evrenos Bey lance un premier raid en Morée, jusqu'aux colonies vénitiennes de Modon et Coron. Le despote Théodore Ier Paléologue jure allégeance au sultan Mourad Ier la même année. Les querelles de Théodore avec les magnats provinciaux sont utilisés par le sultan Bayezid Ier pour le forcer à céder plusieurs forteresses. Des raids interviennent aussi dans les années 1390 qui pillent intensément la péninsule. Finalement, Théodore vend l'entièreté de son apanage à l'ordre des Hospitaliers en 1399, tandis que les Vénitiens espèrent coaliser les seigneurs byzantins et francs contre les Turcs et fortifient l'isthme de Corinthe grâce à l'Hexamilion. 
À la suite de la défaite des Ottomans lors de la bataille d'Ankara de 1402, les Byzantins peuvent reprendre un peu la main. Théodore récupère la Morée en 1402-1404 et, en 1415-1416, l'empereur Manuel II Paléologue vient en personne dans la région pour superviser la reconstruction de l'Hexamilion,. Il s'impose aux différents seigneurs locaux et les Byzantins connaissent un vrai sursaut. Ils s'emparent de la plupart de la Messénie et menacent Patras,. La culture byzantine connaît une résurgence et Mistra accueille des érudits et des philosophes, tandis que sont construites plusieurs églises. Néanmoins, Venise demeure influente. Elle acquiert les places-fortes de Nauplie et d'Argos en 1388 et 1394, puis Pýlos en 1423. 

Carte du despotat de Morée vers 1450, avec la séparation entre les domaines des deux despotes.

Entre 1429 et 1432, les Byzantins mènent une campagne contre la principauté d'Achaïe. Le despote Constantin Paléologue s'empare de Patras tandis que son frère, Thomas Paléologue, sécurise les possessions de Centurione II Zaccaria, le dernier prince d'Achaïe, grâce à un usage combiné de la force et d'un mariage diplomatique. Ainsi, l'ensemble de la Morée, hors les colonies vénitiennes, revient sous la domination byzantine. Néanmoins, ces prises sont précaires car les Ottomans connaissent une nouvelle phase ascendante. En 1423, le gouverneur ottoman de la Thessalie, Turahan Beg, lance des raids dévastateurs contre la Morée, en perçant l'Hexamilion. Un autre raid intervient en 1425 avec la mise en esclavage de plusieurs milliers de Grecs et d'Albanais. En 1431, Turahan revient à nouveau. Si les Ottomans ne conquièrent pas de territoire, ils l'affaiblissent de plus en plus et le rendent inapte à toute résistance efficace, alors même que les Ottomans finissent de conquérir les régions voisines de Thessalie et de l'Épire. 
En 1435, le despote Constantin tente de conquérir le duché d'Athènes mais il échoue car les barons locaux préfèrent devenir des vassaux des Ottomans. Une nouvelle tentative intervient en 1443, alors que les Ottomans se mobilisent contre la croisade de Varna. Le duc d'Athènes, Nerio II Acciaiuoli reconnaît la suzeraineté des Byzantins et Constantin pénètre jusqu'en Thessalie en 1445. Néanmoins, après la défaite des Croisés à Varna, les Ottomans viennent châtier les Byzantins. En novembre 1446, ils prennent d'assaut l'Hexamilion et toutes les conquêtes de Constantin sont perdues. Après l'échec de négociations, les Ottomans percent la muraille et sèment la dévastation en Morée. Soixante mille hommes sont déportés en esclavages et les troupes ottomanes ne se retirent qu'après que Constantin et Thomas ne reconnaissent le sultan comme vassal et promettent de ne pas restaurer l'Hexamilion. 
En 1449, Constantin rejoint le trône impérial de Constantinople, tandis que le despotat est divisé entre les terres de Thomas Paléologue et celles de son jeune frère, Démétrios Paléologue. Les deux hommes entretiennent une rivalité qui ne tarde pas à éclater, d'abord autour de la possession de la région de Skorta, ensuite pour des raisons religieuses. Thomas soutient l'Union de l'Eglise de Constantinople avec l'église catholique, ce que rejette Démétrios. Dans les faits, c'est Turahan Beg qui joue les médiateurs et intervient pour calmer les excès belliqueux des deux frères.

### Mehmed II et la Morée

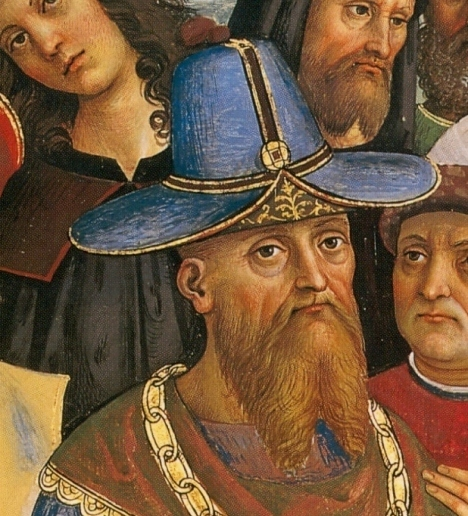
Le despote Thomas Paléologue représenté sur une fresque de la cathédrale de Sienne par Pinturicchio.

En 1451, Mehmed II devient le nouveau sultan et prépare très vite le siège contre Constantinople. Parmi les préparatifs, il s'efforce de prévenir toute action du despotat de Morée. En octobre 1452, Turahan Beg mène un raid en force contre le territoire byzantin. Il y passe tout l'hiver à le ravager et n'essuie qu'un seul revers, la capture de son fils Ahmed par Matthieu Paléologue Asen,.
La chute de Constantinople le 29 mai 1453 a des répercussions directes sur le Péloponnèse. Les deux despotes pensent d'abord à fuir en Italie mais Mehmed II les rassure. Il leur garantit de pouvoir rester à condition de rester des vassaux de l'Empire ottoman. Dès l'automne, une rébellion éclate contre les deux frères, particulièrement impopulaires. Elle est rejointe autant par des Albanais que par des Grecs et s'étend au point que les Ottomans sont appelés à l'aide. Il faut l'intervention de Turahan pour mater la révolte. Le général turc en profite pour rappeler aux deux frères l'importance de leur bonne entente avant de quitter la péninsule. Peu après, le sultan augmente sensiblement le montant du tribut demandé, tandis que certains seigneurs locaux préfèrent passer sous l'autorité directe du sultan. L'autorité des despotes décroît irrémédiablement, rendant toujours plus difficile le prélèvement des taxes et donc le paiement d'un tribut élevé. Ainsi, en 1458, ils accumulent trois ans d'arriérés.
Malgré cette situation très précaire, les deux despotes poursuivent leur opposition. Par ailleurs, ils tentent de susciter des interventions extérieures. Thomas envoie l'érudit Jean Argyropoulos en Europe tandis que Démétrios charge Frankoulios Servopoulous d'une missions diplomatique équivalente. Thomas cherche le salut dans l'union des églises alors que Démétrios plaide plutôt pour un rapprochement avec les Ottomans. Pour Mehmed II, cette situation agitée entretenue par deux de ses vassaux devient de moins en moins acceptable.

### La première campagne de Mehmed II (1458)

Carte de la Morée et de ses principales localités.

A la fin de l'année 1457, Mehmed II se prépare à une campagne en Morée, qu'il lance vers le 15 mai 1458. Il envoie une partie de son armée assiéger l'Acrocorinthe et s'attaque à la péninsule en tant que tel. Il ravage l'essentiel du nord et de l'ouest de la Morée, soit les domaines de Thomas Paléologue. En dépit d'une résistance parfois féroce, le sultan s'empare de nombreuses forteresses en deux mois. Il attaque d'abord la cité de Tarsos, principalement peuplée d'Albanais, qui se rend après un bref siège. Ensuite, il vise la ville de Phlionte, dont le commandant, Doxas, résiste jusqu'à ce que les Ottomans coupent tout approvisionnement en eau. Là, Doxas entame des pourparlers mais les Turcs parviennent à pénétrer dans la citadelle et en massacrent la garnison. Ensuite, ce sont les cités d'Akova et de Roupeli qui sont prises puis Mouchli, qui cède après trois jours, du fait là encore de l'interruption du ravitaillement en eau. 
Les despotes fuient devant la progression du sultan. Thomas se rend avec sa famille à Mantinée et s'apprête à partir pour l'Italie si les Ottomans s'en approchent. Son frère trouve refuge à Monemvasie. Mehmed envisage d'abord d'attaquer cette cité mais y renonce car il doit traverser la Laconie, peu hospitalière. Il préfère se diriger sur Patras, la capitale de Thomas. La ville est alors désertée en-dehors d'une petite garnison, qui capitule après un court siège. Mehmed II est séduit par la position de la cité. Il invite rapidement les habitants à revenir et promet même l'abandon de toute taxe pendant deux ans. Ensuite, l'armée ottomane longe la côte et s'empare de Vostitsa avant de revenir sur l'Acrocorinthe après une expédition de quatre mois,.
Voyant que la forteresse résiste toujours, Mehmed redéploie ses troupes pour renforcer le blocus. Malgré tout, une troupe de soixante-dix hommes, envoyés pa Démétrios Paléologue, parvient à franchir les lignes ottomanes pour rejoindre l'Arcocorinthe avec du ravitaillement. Son commandant, Matthieu Asen, a initialement comme ordre de négocier avec le sultan mais, constatant l'état d'épuisement de la garnison, il décide de capituler contre la permission pour la garnison de partir et la garantie de ne pas rendre en esclavage les habitants. Un nouveau traité de vassalité est accepté par les Byzantins avec des termes particulièrement rudes : le territoire conquis par Mehmed (le tiers nord-est de la région) est placé sous l'autorité ottomane, tandis qu'un tribut de 3 000 pièces d'or doit être payé par les despotes. L'historien Georges Sphrantzès affirme aussi que c'est seulement à ce moment que Patras, ainsi que les localités de Kalavryta et de Greveno, sont cédées aux Turcs.
Pour Thomas, les conséquences sont dures car l'essentiel de son domaine est perdu. En outre, la perte de l'Acrocorinthe est un sérieux accroc pour toute défense efficace de la péninsule. Quant à Mehmed, il repart pour Edirne après avoir placé Ömer, le fils de Turahan, comme gouverneur de la Morée turque. Il amène avec lui des milliers de prisonniers qui lui servient à repeupler Constantinople et ses alentours,.

### La guerre civile

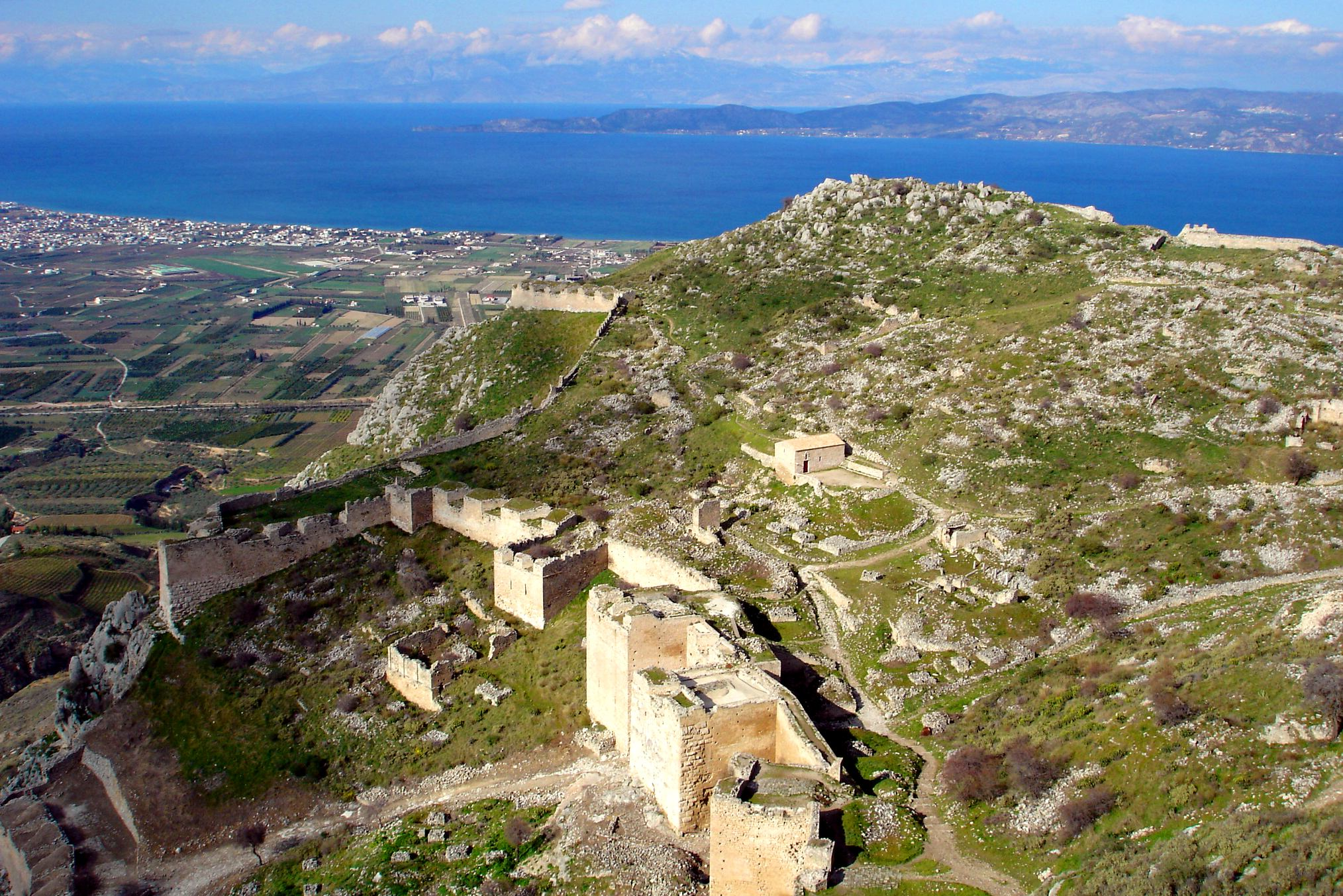
Photographie des vestiges de l'Acrocorinthe.

Le départ du sultan n'améliore pas la situation en Morée. Les deux despotes se déchirent à nouveau, notamment quand Mehmed envisage d'épouser Hélène, la fille de Démétrios, ce qui provoque la colère de Thomas déjà privé de la plupart de son territoire. Au même moment, les seigneurs locaux usent de cette rivalité à leur fin mais se défient aussi de plus en plus d'eux, au point de multiplier les provocations. Thomas engage des mercenaires occidentaux pour attaquer Patras, sans réussite. Phrantzès rapporte que Thomas reprend Kalavryta puis plusieurs forteresses de son frère. Celui-ci fait appel au sultan qui ordonne à Thomas de restituer ses conquêtes, sans qu'il soit possible de déterminer s'il obéit ou non. En effet, Démétrios attaque à son tour alors que Mehmed est occupé sur d'autres fronts. Néanmoins, quelques troupes ottomanes de Thessalie attaquent les possessions de Thomas en Arcadie, avant de se retirer face à une épidémie de peste. Finalement, les deux frères sentent le danger ottoman se rapprocher et feignent de se réconcilier à Kastritsi, pour un bref moment.

### La seconde campagne de Mehmed II (1460)
Mehmed II quitte Erdirne en avril ou au début du mois de mai 1460 et atteint Corinthe au bout de 27 jours. Là, il commande à Démétrios de le rejoindre sous trois jours mais le despote refuse de venir, craignant que le sultan ne le sépare de sa femme. Il préfère l’envoyer avec sa fille à Monemvasie et mande Matthieu Asen pour le représenter. Tant le sultan que le grand vizir lui accordent une audience mais ses demandes sont rejetées. Il est arrêté le lendemain et Mehmed II pénètre vers les domaines de Démétrios. Le grand vizir marche vers Mistra où le despote s’est barricadé. Mehmed lui demande de se rendre mais Démétrios refuse sauf à recevoir des garanties. Finalement, le 30 mai 1460, Mistra est abandonnée par les Ottomans.
Le lendemain, Mehmed II rentre dans Mistra. Il reçoit Démétrios avec les honneurs, le saluant et le faisant s’asseoir à sa droite avec la promesse de nouveaux domaines en Thrace. Mehmed II envoie ensuite des émissaires à Monemvasie où se trouvent la femme et la fille de Démétrios. Le gouverneur local, Manuel Paléologue accepte de leur permettre de partir mais refuse de céder la cité et reconnaît le despote Thomas comme son seigneur. Mehmed II passe quatre jours à Mistra, ordonnant la restauration des fortifications. Il y installe une garnison avant de se lancer dans la conquête finale de la Morée, accompagné de Démétrios.
Si la cité de Vordónia capitule sans résistance, Kastritza résiste d’abord aux assauts des janissaires mais finit par arriver à court de vivres et les défenseurs doivent se rendre. La garnison est exécutée et les femmes et les enfants sont vendus comme esclave alors que la cité est rasée. Mehmed II marche ensuite sur Léontari et la trouve désertée, alors que ses habitants ont fui vers le château fortifié de Gardiki. Du fait du manque d’eau et de vivres, de la surpopulation et de l’arrivée de l’été, le château se rend après une journée. Les sources indiquent que 6 000 hommes auraient été massacrés. Seul le chef de la garnison, Manuel Bochalis et sa famille, échappent à ce châtiment, quand ils ont des liens avec le grand vizir. Le massacre de Gardiki sème la terreur en Morée et les gouverneurs des autres places fortes préfèrent se rendre. Mehmed II rassemble 10 000 habitants réfugiés dans ces châteaux pour les envoyer repeupler Constantinople et ses alentours.
De son côté, Thomas est incapable d’opposer une résistance crédible à l’avancée des Ottomans. Les troupes italiennes l’abandonnent et se mettent même à piller certaines localités avant de partir. Le despote préfère quitter Kalamata pour se réfugier dans la forteresse vénitienne de Navarin. Là, les Vénitiens le pressent de partir de Morée, ce qu’il fait face à l’avancée de Mehmed II. Il se rend à Corfou avec sa famille en juillet, emportant avec lui les reliques de Saint-André, patron de Patras. De là, il fait voile pour l’Italie et atteint Ancône le 16 novembre. Les Vénitiens préfèrent traiter avec le Sultan et font force de démonstrations d’amitiés, alors même que les Turcs pillent les environs de Navarin et tuent plusieurs citoyens vénitiens. Cependant, Mehmed II préfère la voie diplomatique car la République italienne possède plusieurs forteresses dans la région. Dans le même temps, Zagan Pacha s’empare de Kalavryta, Chlemoutsi et Santameri. Il traite brutalement les habitants qui sont tués ou réduits en esclavage, au point que le sultan s’en émeut, craignant que de tels traitements ne suscitent une résistance des populations locales. Il remplace donc Zagan par Hamza Zenevisi. Finalement, seule une forteresse parvient à résister jusqu’en juillet 1461, celle de Salmenikon, tenue par Graitzas Paléologue. Monemvasie est l'unique cité à échapper à la conquête ottomane puisqu'elle est placée sous l'autorité du pape avant d'être cédée à Venise en 1464.

## Conséquences

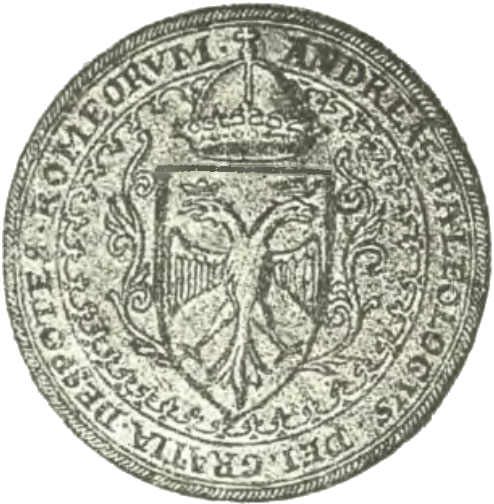
Sceau d'André Paléologue qui le mentionne comme despote des Romains par la grâce de Dieu.

Mehmed II quitte la Morée à la fin de l'été 1460. Il emmène Démétrios et sa famille avec lui mais n'intègre pas Héléna dans son harem. Démétrios reçoit le produit des impôts des îles d'Imbros et de Lemnos, ainsi que de la ville d'Ainos et de certaines zones des îles de Thasos et Samothrace. En outre, il se voit conférer une rente annuelle de 700 000 akçes d'argent, avant qu'un scandale ne conduise à réduire sensiblement cette somme. De plus en plus âgé et malade, Démétrios se retire dans un monastère d'Adrianople où il meurt en 1470, peu de temps après sa fille,. Quant à Thomas Paléologue, il est reçu avec fastes par le pape et meurt à Rome en 1466. Son fils aîné, André Paléologue, hérite du titre de despote de la Morée et, plus tard, s'octroie celui d'empereur de Constantinople, avant de vendre ces titres à Charles VIII (roi de France). Il meurt en 1502, peu de temps après avoir repris la prétention au titre impérial du fait de la mort de Charles VIII et cède cette prétention dans son testament à Ferdinand II d'Aragon,. Son plus jeune frère, Manuel Paléologue, finit par revenir à Constantinople pour se mettre au service du sultan.